# Johann Grosse (Politiker)

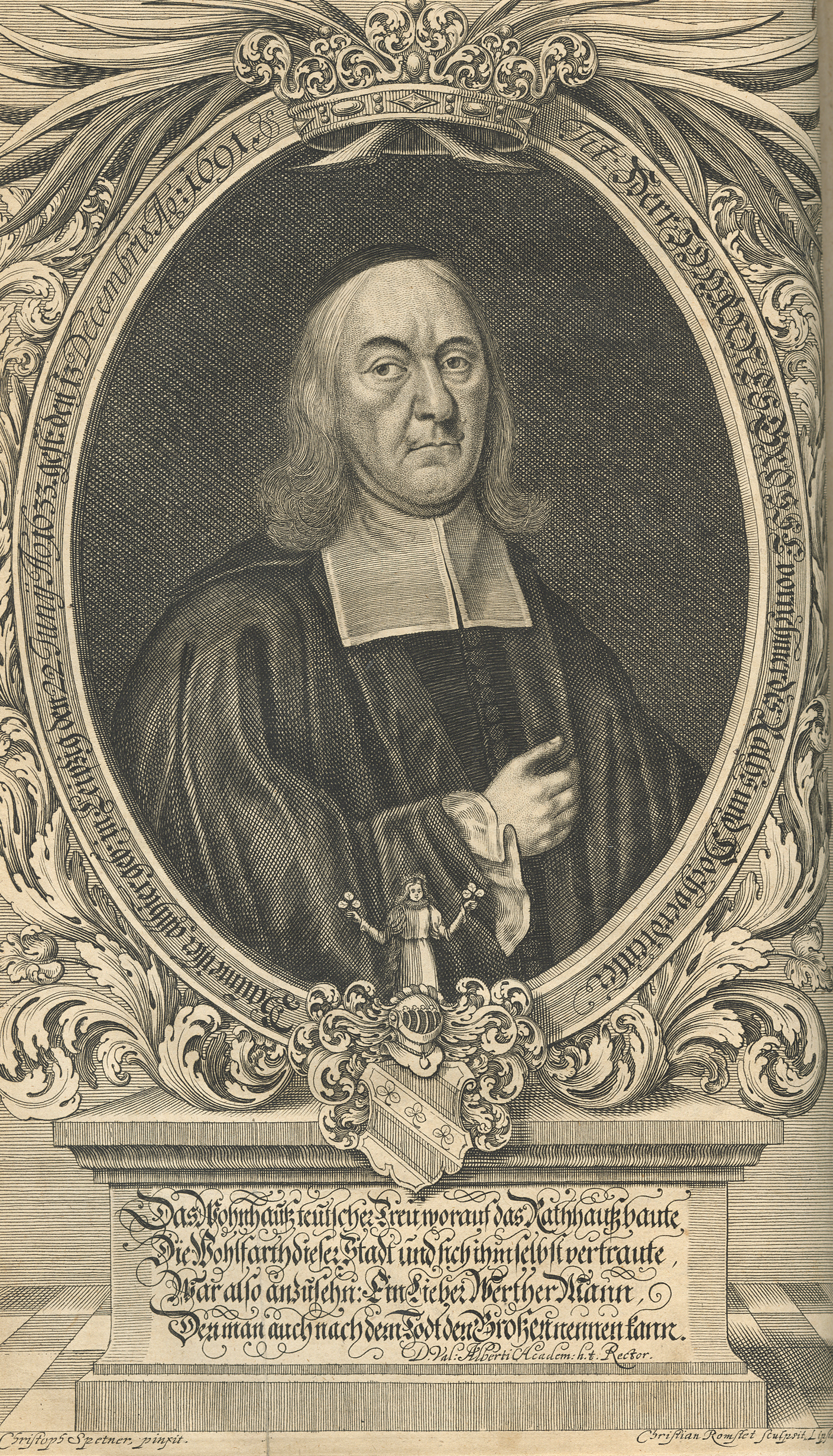
Johann Grosse

Johann Grosse, auch Johann Große, Johannes Grossius oder Johann Grosius (* 22. Juni 1633 in Leipzig; † 13. Dezember 1691 ebenda), war ein deutscher Ratsherr, Buchhändler und Verleger.

## Leben
Grosses Vorfahren stammten aus Halberstadt, er wurde in Leipzig als Sohn von Gottfried Grosse (1591–1637) geboren, sein Großvater war der Buchhändler und Verleger Henning Große. Er besuchte in seiner Geburtsstadt zunächst die Nikolaischule, später unter Christian Friedrich Franckenstein das Gymnasium in Halle (Saale). Anschließend studierte er an den Universitäten in Jena unter Johann Strauch II. und in Leipzig unter Quirinus Schacher Rechtswissenschaft. Nach seiner Ersten juristischen Prüfung beendete er das Studium.
1664 wurde er Ratsherr in Leipzig, ein Jahr später Stadthauptmann. 1681 wurde er Stadtbaumeister, daneben war er als Deputierter in der städtischen Waage (ab 1668), in der Schoßstube (ab 1683) sowie in der Vormundschaftsstube tätig.
Als 1661 seine Mutter verstarb, übernahm Grosse in dritter Generation die große und erfolgreiche familiengeführte Verlagsbuchhandlung, die ihren Sitz in der heutigen Nikolaistraße 11 hatte. Ab 1682 verlegte Grosse mit gemeinsam mit Johann Friedrich Gleditsch die von Otto Mencke herausgegebene Acta Eruditorum. Im Verzeichnis der im deutschen Sprachraum erschienenen Drucke des 17. Jahrhunderts (VD 17) sind mehr als 270 Bücher nachgewiesen, die von Grosse zwischen 1661 und 1691 verlegt wurden. Der letzte zu Lebzeiten Grosses veröffentlichte Buchmesskatalog Catalogus Universalis umfasst 1691 auf 60 Seiten eine Übersicht der Bücher, die in der Nikolaistraße sowie auf den Buchmessen in Frankfurt am Main und Leipzig in jenem Jahr zu finden waren.
Grosse war seit 1666 mit Maria Felicitas Hermann (1646–1699) verheiratet, das Paar hatte neun gemeinsame Kinder.
1726 fand Grosse Aufnahme im Werk Icones bibliopolarum et typographorum de republica litteraria bene meritorum von Friedrich Roth-Scholtz, in dem berühmte deutsche Buchhändler und -drucker in Wort und Bild dargestellt wurden.